# Redditch
Redditch este un oraș și un district ne-metropolitan situat în Regatul Unit, reședința comitatului Worcestershire, în regiunea West Midlands, Anglia.

## Personalități
- John Bonham, baterist al trupei Led Zeppelin s-a născut aici.
- Will (DAGames) Ryan
- Harry Edward Styles, fost membru One Direction și actual cântăreț solo s-a născut aici.